# Italien i olympiska sommarspelen 1900
Italien deltog med 24 deltagare vid de olympiska sommarspelen 1900 i Paris. Totalt vann de fem medaljer och slutade på åttonde plats i medaljligan.

## Medaljer

### Guld
- Antonio Conte - Fäktning, sabel för fäktmästare
- Giovanni Giorgio Trissino - Ridsport, höjdhoppning
- Enrico Brusoni - Cykling, poänglopp

### Silver
- Italo Santelli - Fäktning, sabel för fäktmästare
- Giovanni Giorgio Trissino - Ridsport, längdhoppning